# Itcha Lake
Itcha Lake är en sjö i Kanada.   Den ligger i provinsen British Columbia, i den sydvästra delen av landet, 3 600 km väster om huvudstaden Ottawa. Itcha Lake ligger 1 587 meter över havet.
I omgivningarna runt Itcha Lake växer i huvudsak barrskog. Trakten runt Itcha Lake är nära nog obefolkad, med mindre än två invånare per kvadratkilometer.